# Кроганы
Кроганы (англ. Krogan) — вымышленный внеземной разумный вид, представленный во вселенной Mass Effect. Это массивные и физически стойкие гуманоидные рептилии с тяжёлой судьбой. Их родная планета Тучанка похожа на выжженную пустошь в результате термоядерной гражданской войны в прошлом. У них напряжённые отношения с остальными представителями разумных видов.
Из-за их склонности к размножению и агрессивной экспансии других обитаемых планет в прошло, против кроганов был применён «генофаг» — биологическое оружие, лишившее кроганов возможность заводить потомство и обрёкшее их на медленное вымирание. Возможное излечение кроганов выступает одной из сюжетных линий в оригинальной трилогии Mass Effect.

## Концепт и дизайн
Создание кроганов началось с идеи ввести воинствующую и агрессивную расу разумных и массивных рептилий, похожих на динозавров. На основе этой идеи затем уже прорабатывалась внешность и предыстория кроганов. Кроганы должны были обладать угрожающей физиономией, и заместитель арт-директора Мэтт Родс предложил срисовать лицо с летучей мыши складчатомордого листоноса из-за её «отталкивающей» внешности.
Внешность кроганов была создана по образу нескольких животных, например, их кожа похожа на таковую у индийского носорога. Так как кроганы задумывались как вид, эволюционирующий в крайне агрессивной среде и постоянно сражающийся, им прописали наличие экзоскелета и массивного хитина. Изначально глаза кроганов располагались по бокам, но это типично для травоядных животных, поэтому глаза были перемещены вперёд, соответствуя хищнической природе кроганов. Изначально кроганы, как наименее гуманоидные представители разумных видов, также должны были иметь и более животные пропорции тела, но из-за ограниченности бюджета разработчики не могли прописать им отдельные анимации, в итоге им пришлось, как и при создании турианцев, подгонять телосложение кроганов под человеческие пропорции. Чтобы кроганы не выглядели слишком человечно, разработчики решили наделить их массивными горбами, это выглядело не только оригинально, но и не заставляло прописывать дополнительные анимации.
Идея с генофагом появилась позже, когда сценаристы поняли, что кроганы в итоге получились слишком враждебными и отрицательными персонажами. Джон Домброу предложил приписать им трагическую судьбу в наказание за враждебность и второй шанс на искупление как часть сюжетной арки. Разработчики в том числе вдохновлялись игрой 1992 года Star Control II, раскрывающей трагичную судьбу агрессивного вида траддаш, которые сами себя почти уничтожили ядерным оружием и затем были превращены в оружие в борьбе против арахноидов. Кроганы также в прошлом страдали из-за масштабных гражданских войн, уничтожив большую часть своего населения.
Транспортные средства кроганов созданы на основе раннего дизайна вездехода МАКО. Для него этот дизайн был отвергнут, так как из-за огромных размеров не позволял вездеходу легко обнаружить и нацелиться на врагов. Однако такое транспортное средство с огромными колёсами отлично подходит для передвижения на Тучанке, покрытой руинами со времён гражданских войн.

## Описание

### Предыстория
Ещё за тысячи лет до событий в оригинальной трилогии Mass Effect кроганы чуть не уничтожили себя в масштабной ядерной войне, уничтожившей почти всё живое на их родной планете Тучанке, превратив её в радиоактивную пустошь. Оставшиеся кроганы сформировали враждующие кланы. Около двух тысяч лет до игровых событий на Тучанку прибыли саларианцы, предложив кроганам освоить продвинутые технологии и выйти в космос. Сами саларианцы хотели заполучить воинов в сражении против враждебной инсектоидной расы рахни, угрожающей всем остальным расам цитадели. Кроганов переселили на новую планету с более благоприятными условиями обитания. За достаточно короткий период кроганы быстро размножились, чтобы не только победить рахни, но и вытеснить их обратно в родной мир и почти уничтожить. В награду кроганам позволили населить бывшие миры рахни.
Тем не менее, кроганы настолько быстро размножались, что в какой то момент даже на предоставленным им планетах стало недостаточно жизненного пространства. Кроганы в итоге решили устроить завоевательский поход на планеты-колонии, уже населённые азари. В этот момент совет Цитадели установил первый контакт с турианской иерархией. Почти сразу же турианцы согласились ввязаться в войну против кроганов. Хотя у противников была куда больший флот с оружием, кроганская армия продолжала постоянно расти из-за крайне высокой рождаемости. В конце концов турианцы применили против кроганов генофаг — биологическое оружие, вызвавшее мутации в их ДНК, чтобы кроганы больше не могли рожать жизнеспособное потомство. Это вынудило кроганов капитулировать. Некогда спасители галактики стали изгоями, а их роль переняли турианцы.

### Биология
Кроганы — это массивные рептилиеподобные гуманоиды, чей рост обычно превышает 2 метра. Они физически превосходят практически все разумные виды Млечного Пути, но и медлительны. Тело крогана приспособлено для выживания в крайне враждебной среде, например, массивный горб на спине крогана запасает жидкость и питательные вещества в случае продолжительного голода. Также из-за эволюции во враждебной среде обитания кроганы приспособились обильно размножаться и быстро расти. При это сами они могут прожить более тысячи лет до наступления смерти от старения.
У кроганов толстая и почти непроницаемая шкура, чрезвычайно прочная и устойчивая к порезам, царапинам и ушибам. Кожа старого крогана похожа на черепашью, а у молодого более эластична и покрыта чешуёй, как у ящерицы. Также горб молодого крогана состоит из множества более малых сегментов, ещё не сформировавших твердую пластину. Органы у кроганов продублированы, повышая их выживаемость в случае смертельных ранений. Также они крайне устойчивы к экстремальным температурам, яду и радиации. Кроганы также могут впадать в боевой транс, становясь невосприимчивыми к боли, и в этом состоянии их крайне сложно победить. Половой диморфизм выражен слабо, но есть, кроганок можно узнать по меньшему размеру горба на спине.

### Культура
На культуре кроганов сказалась их эволюция в крайне враждебной среде. Они стремились завоевать территории и обзавестись как можно большим количеством потомства. Кроганам свойственна и внутривидовая конкуренция. Даже в одном звездолёте двум кроганам будет слишком тесно. Когда-то их родная планета Тучанка была наполнена непроходимыми джунглями и всевозможными смертоносными видами. В этих условиях кроганам ещё много тысяч лет назад удалось войти в эпоху индустриальной революции, которая закончилась неконтролируемым приростом населения, борьбой за территории и разрушительной ядерной войной. Это в итоге отбросило кроганов обратно в каменный век, и в таком состоянии кроганы получили от саларианцев доступ к высоким технологиям и космическим полётам. На момент начала игровых событий на Тучанке везде встречаются руины некогда павшей цивилизации и доказательства того, что кроганам когда-то удалось построить высокоразвитую культуру. При этом сюжет в оригинальной трилогии Mass Effect намекал на шанс для кроганов возродить свою цивилизацию на основе утраченных знаний, хранившихся в древних руинах Тучанки.
Даже после войны и обретения бесплодия в результате применения генофага кроганы сохранили структуру родоплеменного сообщества. На момент событий в игре это матриархальные сообщества, ревностно охраняющие и выращивающие малочисленных и драгоценных детей. Генофаг не сделал кроганов полностью бесплодными. Мужчины же в основном — это кочевники-одиночки, промышляющие бандитизмом или работающие наёмниками. Даже несмотря на наличие редкого потомства и долголетия кроганов, их вид обречён на упадок и медленное вымирание. Кроганы это прекрасно осознают, но и испытывают озлобленность по отношению к другим разумным видам, перемешанную с чувством безысходности и экзистенциального фатализма.

## Восприятие
Кроганы — один из самых популярных видов у фанатов серии, они часто изображались на фанатских артах. Самый известный кроган — Урднот Рекс, он также стал одним из любимых персонажей у поклонников серии. Кроганы являются характерным примером «космических орков» — популярным архетипом в научной фантастике, избражающем примитивную, внешне гротескную и воинствующую инопланетную расу c признаками родоплеменного общественного строя, по аналогии с хищниками, гаморреанцами из «Звёздных войн» или клингонами из «Звёздного пути». История кроганов во вселенной Mass Effect и сложность морального выбора, связанного с решением, спасать этот вид или нет, была признана журналистами одной из лучших арок в оригинальной трилогии Mass Effect и в целом в истории компьютерных игр.
История кроганов во вселенной Mass Effect стала предметом интереса журналистов, проводивших аналогии с реальными событиями. Например, генофаг сравнивали с реальными способами контроля популяции комаров, в частности, учёные упоминали спорный метод генной терапии по выводу личинок комаров с дефектными генами, чтобы они распространили их среди остальной популяции комаров и снизили их рождаемость. Данный проект вызывал этические споры и даже риск непредвиденного воздействия на биосферу Земли в целом. Создание генофага в реальности в теории возможно при более продвинутых технологиях.
Отношения кроганов и саларианцев также вызывали интерес у журналистов, похваливших игру за то, как её сюжет достоверно изображает негативные последствия бесконтрольного распространения высоких технологий. Поведение саларианцев сравнивалось с колонизаторами, которые безответственно передали кроганам новое оружие и жизненные пространства лишь ради эксплуатации кроганов как солдат, в итоге саларианцы отрицали собственную ответственность за возникшие последствия и вместо этого решили расправиться с кроганами с помощью биологического оружия. Эту историю можно сравнивать с социальным дарвинизмом, где правящий класс позволяет расе размножаться, пока она удовлетворяет её потребности, а когда ситуация выходит из-под контроля, от неё избавляются жестоким образом. Такие взаимоотношения сравнивались с реальными ситуациями, например, практикой насильственной стерилизации маргинальных сообществ в XX веке, когда белые колонизаторы использовали угнетённые народы как армию, например солдат буффало, или ставили над ними медицинские эксперименты, или со стратегиями США и СССР по поддержке деспотических марионеточных режимов во время холодной войны. Кроганов и их тяжёлую судьбу также сравнивали с историей коренных американцев и воинственных племён сиу, кёр-д’ален и семинолов.